# Oggevatn Station
Oggevatn Station (Oggevatn stasjon) er en tidligere jernbanestation på Sørlandsbanen, der ligger i Oggevatn nær indsøen Ogge i Birkenes kommune i Norge.
Stationen åbnede 22. juni 1938 som en del af banen mellem Nelaug og Grovane. Den blev fjernstyret 16. november 1970 og gjort ubemandet året efter. Betjeningen med persontog ophørte 28. maj 1989, og den tidligere station fungerer i dag som krydsningsspor.
Stationsbygningen blev tegnet af Gudmund Hoel og Bjarne Friis Baastad. Den var af samme type som ved Brøsjø. Bygningen blev revet ned i efteråret 2009.